# Biatlón en los Juegos Paralímpicos
El biatlón adaptado fue incluido en los Juegos Paralímpicos de Invierno desde la cuarta edición que se celebró en Innsbruck (Austria) en 1988.

## Ediciones
| N.º  | Año  | Sede           | País           |
| ---- | ---- | -------------- | -------------- |
| I    | 1988 | Innsbruck      | Austria        |
| II   | 1992 | Albertville    | Francia        |
| III  | 1994 | Lillehammer    | Noruega        |
| IV   | 1998 | Nagano         | Japón          |
| V    | 2002 | Salt Lake City | Estados Unidos |
| VI   | 2006 | Turín          | Italia         |
| VII  | 2010 | Vancouver      | Canadá         |
| VIII | 2014 | Sochi          | Rusia          |
| IX   | 2018 | Pyeongchang    | Corea del Sur  |
| X    | 2022 | Pekín          | China          |

## Medallero histórico
- Actualizado hasta Pekín 2022.[2]

| Núm. | País                                 | Oro | Plata | Bronce | Total |
| ---- | ------------------------------------ | --- | ----- | ------ | ----- |
| 1    | Rusia (RUS)                          | 24  | 27    | 15     | 66    |
| 2    | Alemania (GER)                       | 23  | 14    | 19     | 56    |
| 3    | Ucrania (UKR)                        | 22  | 28    | 27     | 77    |
| 4    | Francia (FRA)                        | 8   | 5     | 4      | 17    |
| 5    | Noruega (NOR)                        | 6   | 4     | 8      | 18    |
| 6    | Estados Unidos (USA)                 | 5   | 6     | 3      | 14    |
| 7    | Atletas Paralímpicos Neutrales (NPA) | 5   | 5     | 1      | 11    |
| 8    | República Popular China (CHN)        | 4   | 2     | 6      | 12    |
| 9    | Suiza (SUI)                          | 3   | 5     | 3      | 11    |
| 10   | Finlandia (FIN)                      | 3   | 2     | 4      | 9     |
| 11   | Canadá (CAN)                         | 2   | 3     | 8      | 13    |
| 12   | Japón (JPN)                          | 2   | 2     | 2      | 6     |
| 13   | Países Bajos (NED)                   | 2   | 0     | 1      | 3     |
| 14   | Bielorrusia (BLR)                    | 1   | 2     | 6      | 9     |
| 15   | Suecia (SWE)                         | 1   | 2     | 2      | 5     |
| 16   | Dinamarca (DEN)                      | 1   | 0     | 1      | 2     |
| 17   | Equipo Unificado (EUN)               | 1   | 0     | 0      | 1     |
| 18   | Austria (AUT)                        | 0   | 4     | 0      | 4     |
| 19   | Eslovaquia (SVK)                     | 0   | 2     | 1      | 3     |
| 20   | Italia (ITA)                         | 0   | 0     | 1      | 1     |
| 20   | Kazajistán (KAZ)                     | 0   | 0     | 1      | 1     |
| 20   | Polonia (POL)                        | 0   | 0     | 1      | 1     |
|      | TOTAL                                | 113 | 113   | 114    | 340   |